# Studio Makkink & Bey
Makkink & Bey is een architecten- en ontwerpbureau gevestigd in Rotterdam en de Noordoostpolder. De studio werd opgericht in 2002 en staat onder leiding van architect Rianne Makkink en ontwerper Jurgen Bey. Makkink & Bey is actief op het gebied van toegepaste kunst, waaronder landschapsarchitectuur, productontwerp, architectuur en tentoonstellingsontwerp.
Rianne Makkink en Jurgen Bey zijn allebei 'artdirector' van het designmerk Prooff, opgericht in 2006. Het eerste product van Prooff is de EarChair, een ontwerp van Jurgen Bey. Makkink & Bey maken ook ontwerpen voor Droog Design.
Bey geeft les aan het Royal College of Art in Londen. Sinds 2010 is hij de directeur van het Sandberg Instituut te Amsterdam. Makkink geeft les aan diverse academies, was docent architectuur bij de Universiteit Gent en geeft les aan de Design Academy in Eindhoven.

## Onderscheidingen (selectie)
- 2020 - Co-curatoren DOWN TO EARTH, negende Internationale Architectuur Biennale Rotterdam, hoofdcurator George Brugmans
- 2009 - Nominatie voor de Rotterdam Designprijs, voor Prooff Lab[6]
- 2007 - Nominatie voor de Rotterdam Designprijs, voor de beste studio[7]
- 2005 - Prins Bernhard Cultuurfonds Prijs, voor verzameld werk[8]
- 2005 - Harrie Tillieprijs, Stedelijk Museum Roermond, voor verzameld werk[8]
- 2003 - Nominatie voor de Rotterdam Designprijs, voor LinnenkasThuis[9]
- 2003 - Elle Deco Award Lighting and Accessories, voor Light Shade Shade

## Collecties
Ontwerpen van Studio Makkink & Bey zijn opgenomen in de designcollecties van een aantal Nederlandse musea, waaronder Museum Boijmans Van Beuningen en het Centraal Museum.